# T34 Calliope
Rocket Launcher T34 «Calliope» (укр. «Ракетна установка T34 Калліопа») — американська реактивна система залпового вогню часів Другої Світової Війни. Система залпового вогню встановлювалась на башту танку Шерман М4. Назва «Calliope» походить від музичного інструмента калліопа, також відомого як паровий орган, який має подібні паралельні або згруповані труби.

## Опис

### Історія
США значно пізніше почали розробку реактивних систем залпового вогню. Основною задачею було створення артилерії, що могла закидати вибухову речовину в великих кількостях на певну дальність. Таким чином досягалося одразу два результати — потужні ураження ворожих цілей та деморалізуючий ефект. Перші екземпляри таких систем були побудовані вже у 1942 році на базі шасі «Студебеккер». Такі ж автомобілі використовувались і в радянських «катюшах». Перші екземпляри були невдалими — вони поступалися всіма характеристиками німецьким «Небельверферам». Тому, розробки були продовжені — в 1944 році були побудовані перші конкурентоспроможні установки Т34, а згодом — їх модернізації Т40.

### Опис
Основою РСЗВ став танк Шерман М4. На його башту боковими кріпленнями монтувалась бойова частина — 60-ствольна батарея жолобів для реактивних снарядів М8 калібру 4,5 дюймів (114 мм). Напрямні розташовувалися трьома сепарованими блоками — верхній складався з двох горизонтальних рядів по 18 жолобів, два нижніх — по 12. Вертикальне кріплення установки сполучало батарею зі стволом гармати. Поворот установки по горизонталі відбувався за рахунок повороту башти командиром танку. Вертикальне регулювання нахилу батареї керувалося за допомогою ствола гармати, який підіймався та опускався разом з установкою. Напрямні були зроблені з фанери, що зумовлювало вагу пристрою в 1 т. Вага одного залпу складала 960 кг, а максимальна дальність  — 3,8 км. Перезарядка проводилась вручну, кожен снаряд встановлювався в напрямній ззаду, закріплювали та підключали електронний активатор. Все це було досить складно провести в польових умовах, тому танки-носії скидали бойову конструкцію одразу після використання та повертались до автономного використання. Скидання відбувалось при відключенні кабелю електроживлення та вибиванні болтів кріплення кувалдою. Така операція потребувала виходу екіпажу з танка, що було незручно в умовах бою. В наступних версіях (Т40) ця проблема була виправлена. В інших випадках, танк повертався на базу без скидання установки, де його перезаряджали. Значним плюсом такої конструкції було збереження бойовою машиною всіх якостей, без втрати бронювання, озброєння та інших характеристик. Однак, кріплення безпосередньо до ствола гармати не дозволяло вести вогонь з неї, до поки РСЗВ була встановлена. Для екіпажу залишався тільки кулемет. Багато командирів танків не любили Калліопи, оскільки вважали, що задачу артилерії повинна виконувати артилерія, а не танки.

## Бойове застосування
Вперше були використані в Нормандії під час операції «Оверлорд». Перші 30 «Калліоп» були надані 743-ому танковому батальйону армії США. Використовувались переважно для знищення живої сили противнику, оскільки слабка бойова частина вагою в 2 кг не була в змозі знищувати важко укріплені або броньовані об'єкти. Модифікація Т-40 була в цьому плані значно ефективнішою, оскільки мала більший калібр та більшу бойову частину.
Установки застосовувалися бронетанковими дивізіями у березні 1945 року, коли армія Паттона проривалася через Саарланд у західній Німеччині.
У 1945 році вони використовувалися в різних операціях 2-ї, 4-ї, 6-ї, 12-ї та 14-ї бронетанкових дивізій.

## ТТХ
Тактико-технічні характеристики подано у таблиці.
| Назва характеристики | Значення характеристики |
| -------------------- | ----------------------- |
| Позначення           | Sherman M4 T34 Calliope |
| Калібр               | 114 мм                  |
| Кількість напрямних  | 60                      |
| Час виконання залпу  | 15—20 с                 |
| Дальність залпу      | 3,8 км                  |
| Вага снаряду         | 16 кг                   |
| Вага бойової частини | 2 кг                    |
| Екіпаж               | 5 осіб                  |

## Варіанти
- Rocket Launcher T34 (Calliope) — модифікація, що несе 60 реактивних снарядів калібру 114 мм в трубчатих напрямних — група з 36 напрямних зверху і дві групи (що скидаються) — по 12 трубок кожна під нею (у версії, встановленої на танку M4A1, не скидаються).
- Rocket Launcher T34E1 (Calliope) — аналогічна T34 конструкція, але групи з 12 напрямних труб, що скидаються, замінені групами по 14 труб.
- Rocket Launcher T34E2 (Calliope) — калібр ракет збільшений до 180 мм.

## У масовій культурі
- В серії стратегій Company of Heroes представлений Sherman Calliope як РСЗВ.
- В серії стратегій У тилу ворога представлені Sherman Calliope як середній танк з ракетною установкою.
- В ММО-грі War Thunder представлений Sherman Calliope як середній преміум танк з ракетною установкою III рангу в американському дереві досліджень.
- РСЗВ Калліопа полюбилась моделістам — досить багато фірм виробляють набори для збірки пластмасових моделей цієї бойової машини.